# Saint-Maurice-d'Ardèche
Saint-Maurice-d'Ardèche is een gemeente in het Franse departement Ardèche (regio Auvergne-Rhône-Alpes) en telt 241 inwoners (1999). De plaats maakt deel uit van het arrondissement Largentière.

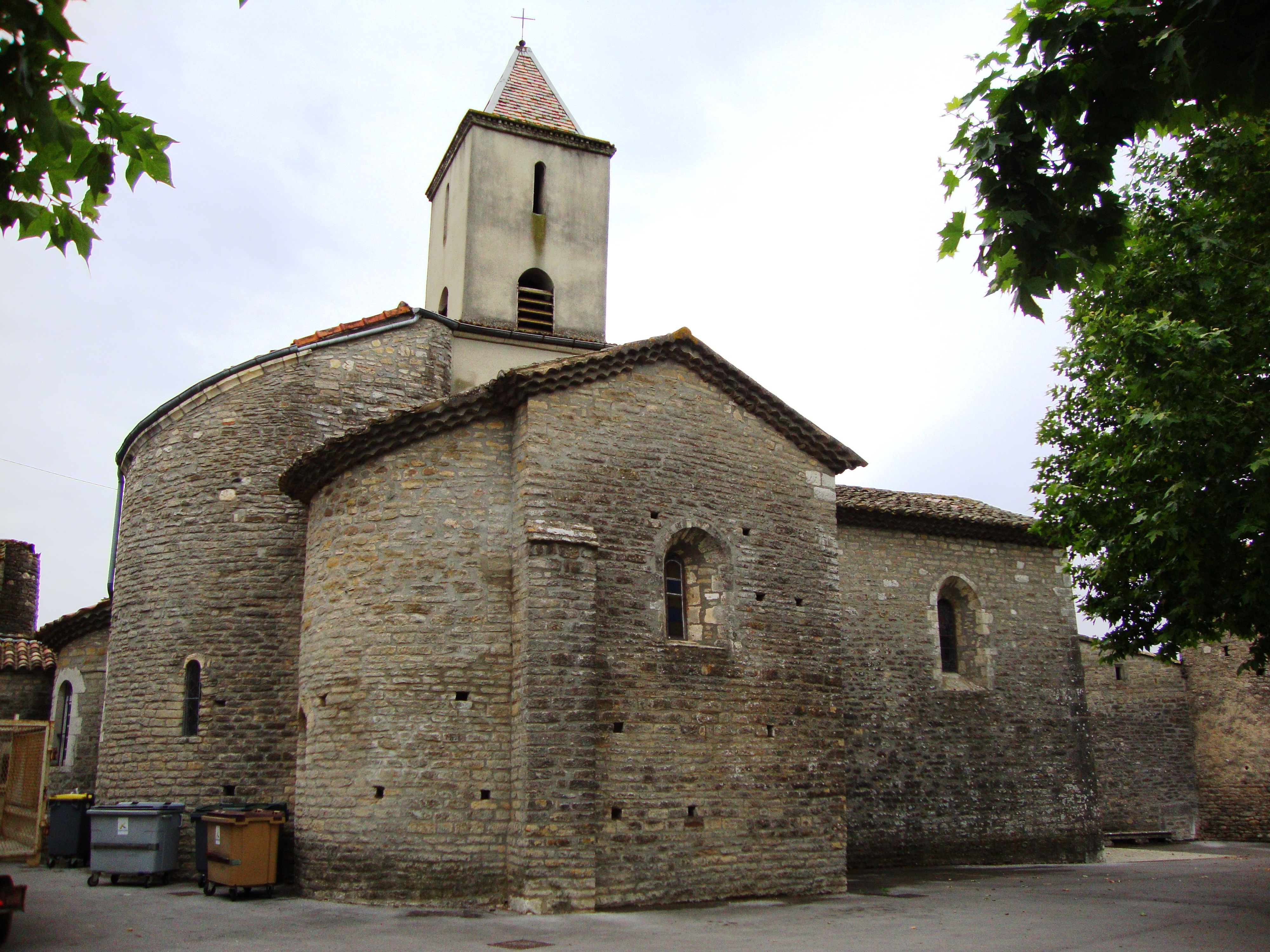
Kerk van Saint-Maurice-d'Ardèche
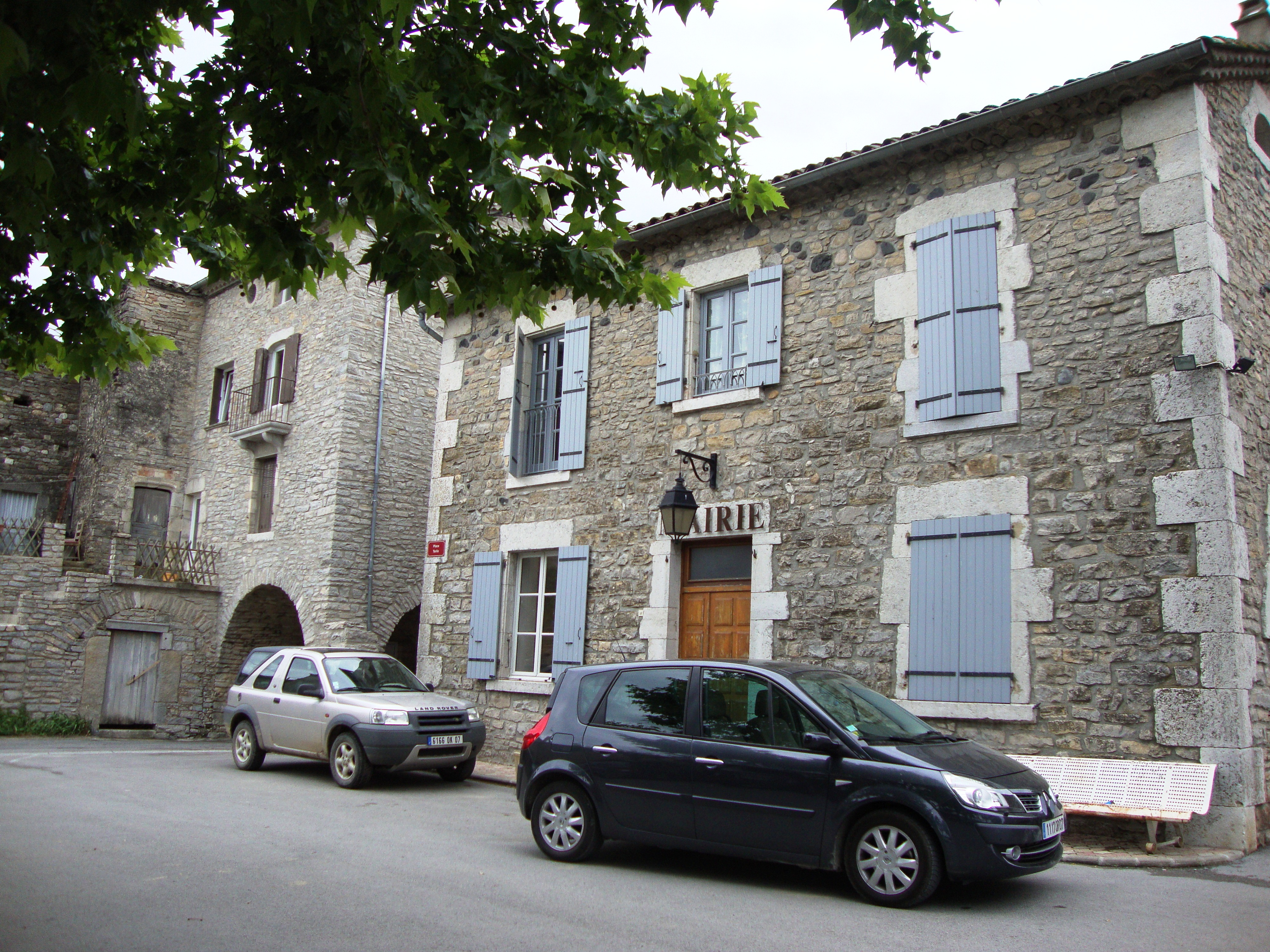
Gemeentehuis

## Geografie
De oppervlakte van Saint-Maurice-d'Ardèche bedraagt 5,2 km², de bevolkingsdichtheid is 46,3 inwoners per km².

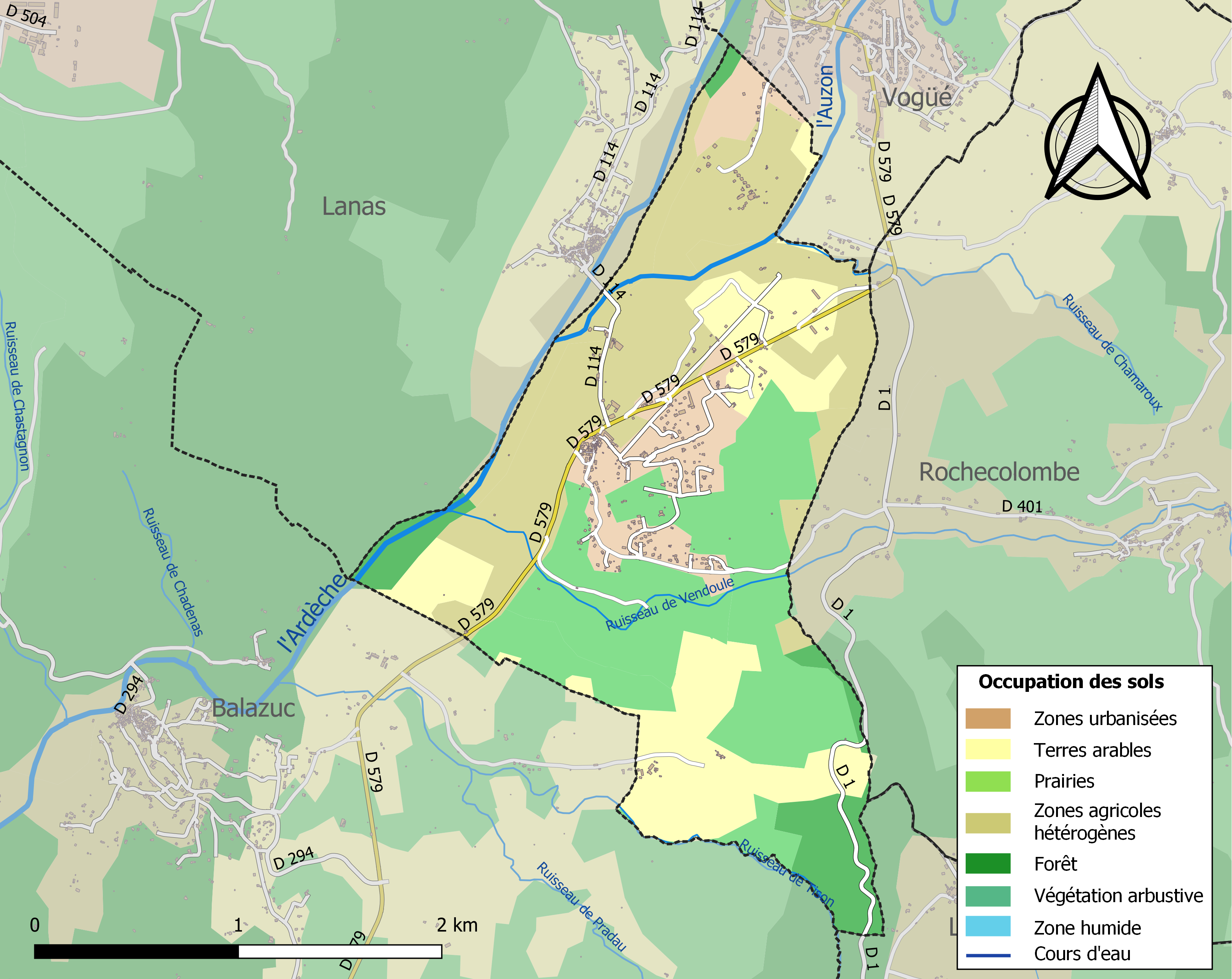
Kaart van de gemeente met belangrijkste infrastructuur, bodemgebruik en omliggende gemeenten

## Demografie
Onderstaande figuur toont het verloop van het inwonertal (bron: INSEE-tellingen).
Vanwege een beveiligingsprobleem met de MediaWiki Graph-software is het momenteel niet mogelijk deze grafiek weer te geven. Zodra de software is bijgewerkt zal de grafiek vanzelf weer zichtbaar worden.